# 格朗格努尔
格朗格努尔（英語：或），又译戈登格卢尔，是印度喀拉拉邦特里苏尔县的一个城镇。总人口33543（2001年）。

## 人口
该地2001年总人口33543人，其中男性15881人，女性17662人；0—6岁人口3430人，其中男1705人，女1725人；识字率83.46%，其中男性为85.97%，女性为81.21%。